# El presidente negro
El presidente negro (1926), también publicada como Choque de razas, es la única novela del escritor brasileño Jose Bento Monteiro Lobato (1882-1948). Se trata de una obra de ficción científica, que se deja seducir por la idea de la eugenesia en una sociedad estadounidense del futuro.

## Comercialización
"Gestado" (según palabras del propio Lobato) en tan solo tres semanas, a mediados de 1926, Choque de razas fue escrito con el objeto de ingresar al mercado editorial estadounidense, mercado que le reportaría "una bolsa llena de dólares".

## Racismo
El presidente negro contiene y elogia ideas racistas, pertenecientes al pensamiento eugénico, que son también defendidas, entre otros, por el psicólogo y físico amateur francés Gustave Le Bon (1841-1931), cuyos libros L’homme et les sociètes, Evolución de la fuerza y Evolución de la materia eran desde hace tiempo conocidos por Lobato.
Las ideas racistas que defiende Lobato en su obra lo acompañaban por lo menos desde 1900, cuando a los 18 años de edad leyó L’homme et les sociètes (1881) de Le Bon, donde se afirma que los seres humanos fueron creados desigualmente, que el mestizaje es un factor de degeneración racial y que las mujeres, de cualquier raza, son inferiores incluso a hombres de las "razas inferiores".
Luego de su lectura, Lobato cuenta haberse sentido "transformado en un montón de ruinas", tan grande fue el golpe que sufrió a causa de su "catolicidad casera". No obstante haya buscado descubrir una alternativa científica para sus ideas racistas, a través de la lectura de Comte y Spencer, al parecer Lobato se ha dejado convencer por las ideas de Le Bon. En los años que siguen a la edición de su novela, libros de Hyppolite Taine y Ernest Renan, figuras influyentes en el racialismo del siglo XIX, se tornaron importantes fuentes de referencia para Lobato, que pasó incluso a recomendar su lectura a sus amigos.